# José de Jesús Sahagún de la Parra
José de Jesús Sahagún de la Parra, né le 1er janvier 1922 à Cotija, dans le Michoacán, est un prélat catholique mexicain, évêque de Tula puis de Ciudad Lázaro Cárdenas. Il est actuellement l'évêque catholique le plus âgé du monde.

## Biographie
Né en 1922 à Cotija, petite ville située dans les montagnes de la Sierra Madre occidentale, il est ordonné prêtre le 26 mai 1946 pour le diocèse de Zamora. 
Le 22 mai 1961, le pape Jean XXIII le nomme évêque du diocèse nouvellement créé de Tula dans l'état d'Hidalgo. Il est ordonné évêque par Luigi Raimondi, délégué apostolique au Mexique, assisté Luis Guízar y Barragán, évêque de Saltillo et José Gabriel Anaya y Diez de Bonilla, évêque de Zamora.
Peu de temps après sa nomination, il se rend à Rome pour le concile Vatican II. Il participe à trois des quatre sessions.
Pendant 24 ans, il œuvre à la mise en place du diocèse de Tula, créant un séminaire majeur et militant pour la justice sociale, en participant notamment à la construction de logements décents pour les populations défavorisées. Pour José Antonio Fernández Hurtado (es), archevêque de Tlalnepantla que Sahagún a ordonné prêtre en 1978, le premier évêque de Tula était un « grand bâtisseur ».
Le 11 septembre 1985, le pape Jean-Paul II le nomme évêque de Ciudad Lázaro Cárdenas, dans son état natal du Michoacán. Là encore, il est le premier évêque d'un diocèse nouvellement créé. Il quitte cette fonction le 3 mai 1993, date à laquelle il est autorisé à prendre sa retraite.
À la mort du canadien Laurent Noël en 2022, il devient l'évêque catholique le plus âgé du monde. Il est aussi le dernier évêque nommé par Jean XXIII et l'un des derniers pères du concile Vatican II avec Victorinus Youn Kong-hi (en), archevêque émérite de Gwangju, Daniel Verstraete (en), évêque émérite de Klerksdorp et Francis Arinze, préfet émérite de la Congrégation pour le culte divin et la discipline des sacrements.